# Историја Алжира
Домородачко Берберско становништво Алжира је било под влашћу страних окупатора 3000 година. Феничани (1000. п. н. е.) и Римљани (200. п. н. е.) су били најзначајнији окупатори, све до доласка Арапа у осмом веку. Ипак, освајања нису била једносмерна; у средњем веку берберска династија Фатмид, пореклом из Алжира, преузела је власт над Египтом, мада је убрзо напустила северну Африку.

## Владавина Османлија
Алжир су у Османско царство уврстили Каир ад Дин и његов брат Аруј који су Алжирску обалу користили као базу за пиратске походе. Њихова пиратерија је врхунац достигла око 1600. године, а после се центар активности помера у Триполи, Либија. Под изговором увреде њиховог конзула, Французи су извршили инвазију на Алжир (Algiers) 1830. године. Жесток отпор од људи као што је Емир Абделкадер успорили су освајање Алжира које је технички комплетирано тек почетком 20. века.

## Француска колонија
Ипак, у међувремену су Французи уврстили Алжир у саставни део метрополске Француске, и тај статус је трајао до колапса Четврте републике. Десетине хиљада досељеника из Француске, Италије, Шпаније, и са Малте је дошло у Алжирску приморску равницу где су оснивали фарме и заузимали најбоље делове алжирских градова, користећи француску владавину и њену конфискацију јавног земљишта. Људи европског порекла у Алжиру (такозвани pied-noir), алжирски староседеоци-Јевреји су били пуноправни држављани Француске почев од краја 19. века - за разлику од велике већине алжирских Муслимана који су остали изван француског закона, и нису имали ни француско држављанство ни право гласа. Ткање алжирског друштва је било напето до пуцања у овом периоду: писменост је масовно опадала, док се због конфискација земље већина становништва све више узбуњивала.
1954. Фронт националног ослобођења (FLN) је започео герилски Алжирски рат за независност; после готово деценије урбаног и руралног ратовања, успели су да изгурају Французе 1962. Већина од 1.025.000 pieds-noirs, као и 91.000 harkis (профранцуских Алжираца муслимана), или око 10% становништва Алжира је 1962. побегло из Алжира у Француску, за само неколико месеци.

## Независност
Први алжирски председник, вођа ФЛН-а, Ахмед Бен Бела, је био збачен од стране свог некадашњег савезника, и министра одбране, Хуарија Бумедијена, 1965. Алжир је потом био релативно стабилан наредних скоро 25 година, под једнопартијским социјализмом Бумедијена и његових наследника.
Током 1990-их, Алжир је запао у крвави грађански рат, пошто је војска спречила исламистичку политичку партију, Фронт исламског спаса, да преузме власт, после првих вишепартијских избора. више од 100.000 људи је побијено, често у ничим неизазваним масакрима цивила, од стране герилских група попут Оружане исламске групе.